# Spodnji Velovlek
Spodnji Velovlek – wieś w Słowenii, w gminie Ptuj. W 2018 roku liczyła 202 mieszkańców.